# Religionskritik
Religionskritik kan indbefatte en kritisk stillingtagen til religiøse udsagn, -antagelser eller -praksisser, samt kritik af religioners historiske eller nutidige indflydelse på samfundsforhold.
Religionskritik kan have et naturvidenskabeligt eller rationalistisk udgangspunkt, og alt, der ikke kan forklares objektivt og uafhængigt afvises som illusion. Religion er på linje med alle øvrige kulturelle institutioner et produkt af sociale konstruktioner, skabt af me

I vesten er religionskritikken mest fokuseret på de abrahamitiske religioner, Især kristendommen, men i nogen grad også islam og jødedommen.

## Kritik af religion som koncept
En stor del af religionskritikerne betragter alle former for religiøs tro som irrationelle og derved uforenelige med fornuft. Friedrich Nietzsche definerede fx religiøsitet på følgende måde: ikke at ønske at vide, hvad der er sandt.[kilde mangler]
Et meget almindeligt kritikpunkt hos religioner, er at de alle indeholder centrale trosartikler, som objektivt set er irrationelle, og som kræver at tilhængerne er overbevist troende, for at give mening. Kritikere accepterer ikke at disse trosartikler, der ikke kan bevises videnskabeligt, kan repræsentere sandheden. I stedet skal religionen betegnes som en social konstruktion, og at disse konstruktioner i fortiden kunne have haft en nyttig funktion i samfundet, men at den nu er overflødiggjort af videnskaben, jura og humanistisk etik. Man kan altså konkludere at nogle religionskritikere tager udgangspunkt i at verden er konsistent, at verden ideelt kan beskrives ved hjælp at naturlove, opdagede eller endnu ikke opdagede. Andre har basis i forestillingen om, at der kan udledes en ideel humanisme som er logisk sammenhængende. Igen tager nogle afsæt i ideen om, at der kan udvikles en jura som tilgodeser alle behov og interesser i verden på trods af antagonistiske modsætningsforhold. Endelig er der de mere neutrale, som sætter vandtætte skotter mellem videnskab og religion, som for eksempel i udtrykket om at videnskaben forklarer Hvordan verden er som den er – mens religionen stiller spørgsmålet Hvorfor verden er som den er.
Hos mange religioner er forestillingen om en gud eller flere guddommelige væsener central, og ofte har guddommen/e givet menneskeheden en hellig viden om den åndelige sandhed om verden, ved enten selv at have været inkarneret eller manifesteret sig i den menneskelige verden eller ved at have inspireret mennesket gennem åbenbaringer eller profeter og andre udsendinge. Et andet kritikpunkt hos religioner er derfor at der ofte kan blive sået tvivl om, hvorvidt der er et historisk grundlag for beretningerne om disse hændelser, som gengives i hellige skrifter, men som sjældent bekræftes af uafhængige kilder.
Et eksempel på en religiøs figur, hvis historiske eksistens der er stillet spørgsmålstegn ved er Jesus. Et andet eksempel koranen, hvor kritikere har betvivlet omstændighederne omkring dens tilblivelse.
Et tredje problem ved religion, som kritikerne ofte tager fat på, er relateret til den religiøse pluralitet. Trods det store antal religioner, som praktiseres i verden, betragter tilhængerne af en religion ofte sig selv som særligt udvalgte i forhold til den øvrige menneskehed.

## Historisk udvikling

### Antikken
Det tidligst kendte eksempel på religionskritik i inden for vestlig filosofi stammer fra Grækenland 6. årh. f.v.t., hvor Xenofanes fremførte det standpunkt at mennesket selv skabte guderne i deres eget billede. En anden filosof Prodikos mente, ca. 400 f.v.t., at de fænomener, mennesker valgte at dyrke, var dem som var vigtige for deres dagligdag.
De tendenser til filosofisk fritænkning og kritik af religion, der opstod i århundrederne før vores tidsregnings begyndelse, blev dog undertryk da Romerriget udviklede sig til et monarki efter Augustus’ magtovertagelse. Senere da graden af religiøs pluralisme blev mindre og kristendommen blev den altdominerende religion forsvandt den religionskritiske filosofi helt.

### Oplysningstiden
I 1700-tallet fik den rationalistiske filosofi en genopblomstring og samtidigt begyndte kristendommens kulturelle dominans at blive svækket og igen give plads til religionskritik især af kristendommen. Blandt de franske encyklopædister blev den rationelle naturvidenskab og oplysningstanken brugt som platform for en kritisk stillingtagen til især de overtroiske og ulogiske elementer i religion. Kritik af religion med udgangspunkt i logiske argumenter er fortsat helt op i moderne tid, en af de nyere kritikere indenfor denne tradition var Bertrand Russell.
Eksempler på vigtige kritikpunkter i perioden er fx Treenighedslæren, hvor argumentet 1+1+1 = 1 rent logisk ikke giver mening. Et andet er forestillingen om en oprindelig skabergud, for hvordan blev denne gud skabt? Blandt de mest indflydelsesrige religionskritikere var personer som Diderot, D'Alembert, Holbach og Voltaire.

### Hegel
Tankerne fra oplysningstiden satte deres præg på den efterfølgende periode; inden for især de akademiske miljøer opstod der rationalistiske eller endog religionskritiske skoler. En sådan gruppe opstod omkring den tyske filosof G.W.F. Hegel; han fokuserede sin kritik på den kristne forestilling om inkarnationen og søgte at eliminere den abstrakte og fjerne gud.
En anden meget indflydelsesrig tysk filosof, der udsprang af dette miljø, var Ludwig Feuerbach, som mente at religion var kompensation for menneskelige behov, der ikke var blevet tilfredsstillet og samtidigt udtryk for en selvoptagethed, der forhindrede sand erkendelse af verden.

### Marxisme
Karl Marx videreførte Feuerbachs teser og koblede dem sammen med teorier om samfundets udvikling, og han beskrev religion som massernes flugt i en illusorisk lykke væk fra utilfredsstillende levevilkår. Marx mente religion at var en social konstruktion, der førte til fremmedgørelse og følelsen af utilstrækkelighed i livet, denne følelse kunne kun blive elimineret gennem en total frigørelse af mennesket og indførelsen af universel lighed. Ydermere var religion skadelig for menneskeheden, fordi den virkede sløvende og derfor var en hindring for reelle forandringer i verden, det Marx kaldte folkets opium. Marx betragtede religion som eskapi og brugte analogien til narkotika fordi:
- Det gav kun en midlertidig udfrielse, men løste ikke de reelle problemer.
- Det medførte fantasier om et bedre liv i himlen.

Religion undertrykte masserne, så de ikke aktivt kunne løse problemerne i denne verden, ved at love de trofaste en belønning i det hinsides liv. Religion blev derfor brugt af de herskende klasser som et redskab, der kunne kontrollere masserne vha. udsigten til en fremtidig udfrielse; Marx mente at ved at afskaffe religion, kunne de virkelige grunde til massernes lidelse blive fjernet (udbytning), og skabelsen af et kommunistisk samfund med fuld lighed ville blive muliggjort. Kritikken af religionen var derfor forudsætningen for al kritik.
Marxister har siden også anset forestillingen om arvesynden som værende dybt asocial, da idéen om en arvesynd bruges til at overbevise masserne om, at grunden til deres egen lidelse ligger i en nedarvet og uforanderlig syndighed. I stedet for aktivt at forandre livsvilkårene undertrykkes masserne i en apatisk venten på den kommende frelse. Med udbredelsen af den marxistiske arbejderbevægelse fra slutningen af 1800-tallet opstod den første brede ateistiske og religionskritiske strømning.

## Moderne positioner
Kristne fastholder at deres tro er godgørende, mens andre gør skade. Under alle omstændigheder, fastholder de dette om den kommunistiske tro. Det jeg ønsker at vise er at alle trosretninger gør skade. Vi kan måske definere ”tro” som en stærk overbevisning om noget, der ikke er bevis for. Når der er bevis om noget taler ingen om ”tro”. Vi taler ikke om troen på at 2 og 2 er fire eller at Jorden er rund. Vi taler udelukkende om tro, når vi ønsker at udskifte følelse med bevis.
Ovenstående citat af Bertrand Russell er et udtryk for den meget stærke kritik af religion, som har præget det 20. århundrede. Her er alle former for religion især blevet opfattet som en direkte modsætning til den naturvidenskabelige verdensforståelse. Religion er fortidigt og irrationelt, mens videnskab er objektiv, logisk og rationel.

### Religionspsykologi
Et af de væsentligste bidrag til religionskritikken i det 20. århundrede har været religionspsykologien. En af psykologiens pionerer Sigmund Freud fandt at religionen opstod pga. almene og i bund og grund rationelle behov i den menneskelige psyke, der blev tolket ind i en overnaturlig ramme, pga. manglende viden.
Freuds teorier er nu i store træk forladt, og nye modeller er i stedet udviklet indenfor psykologien. En af dem er Richard Dawkins’ teori om memer, som først blev fremført i bogen Det selviske gen (The Selfish Gene). Et meme er en kulturel analog til genet, og er enheder af information, der spredes mellem mennesker, i form af idéer og forestillinger.
Senere udbyggede Richard Dawkins denne model i Viruses of the Mind, ved at forklare at udbredelsen af religion i alle menneskelige samfund skyldtes at religion opførte sig som et computervirus i hjernen. Han beskriver religion som et system af memer (idéer og koncepter), der samarbejder om opretholdelsen og den videre spredning af det hele religiøse system de indgår i. Kristne mennesker søger fx at påvirke deres omgivelser med kristne idéer. Samtidig søger det religiøse system at beskytte sig selv mod fremmede systemer, dvs. memer der indgår i andre systemer.
I denne sammenhæng bliver religionerne kritiseret, fordi de ofte medfører at den menneskelige bærer af det religiøse memesystem vil opføre sig irrationelt, fordele sine ressourcer uhensigtsmæssigt, eller føle skyld, frygt eller andre former for negative følelser uden reelt at have grund til det.

### Fortidigt relikt
Ifølge en anden opfattelse opstod religion pga. tidligere tiders ufuldstændige beskrivelse af naturen, og derfor bør religion i dag blive erstattet af andre forklaringsmodeller; fx ved at bruge naturvidenskaben til beskrivelse af naturfænomener, filosofien og etikken til at besvare spørgsmål om livets mening forskellen på godt og ondt, og kunsten som inspiration og kilde til skønhed.
I takt med at videnskaben forøger vores viden om verden, mister de religiøse forklaringsmodeller til naturfænomener deres betydning. Religion kan derfor udelukkende bruges som forklaringsmodel til overnaturlige fænomener, og gamle uddøde religioner er ofte blevet reduceret til en samling myter, dens udøvere tidligere opfattede som sande beretninger og forklaringer om deres verden.
Rationalistiske filosoffer betragter den blinde tro eller tro baseret på underkastelse, hvor udøveren underordner sin forstand den følelsesmæssige hengivenhed, som skadelig. Platon lader fx Sokrates beskrive Kritos' religiøse hengivenhed på følgende måde: Din hengivenhed er uvurderlig, hvis den er rigtig, men hvis den er fejlagtig, vil større hengivenhed medføre større onder. I moderne tid er dette syn blevet videregivet af Bertrand Russell, som opfattede tro, der ikke er baseret på bevis, som skadelig.
Den amerikanske filosof og apologet Alvin Plantinga, har forsvaret tro på basis af moderne videnskab. Han definerer en troende, teist, som en person, der tror på Gud som det fundamentale, men ikke på grundlag af rationelle overvejelser. Han argumenterer endvidere at troende ikke tror på religiøse doktriner på samme måde som videnskabsmænd (i det mindste i princippet) tror på deres teorier, de er nemlig ikke umiddelbart rede til at omformulere deres tro. Den troende opfatter sine trosforestillinger som det basale og som fundament for hele hans verdensforståelse, og han opfatter derimod ikke Gud som noget foreløbigt og hypotetisk. 

## Religion som skadelig
Dette afsnit indeholder en gennemgang af nogle af de kritikpunkter, som religionskritikere har brugt som begrundelse til at afvise religion som koncept i moderne tid. nogle af disse synspunkter har indgået som elementer i religionsvidenskabelig forskning, men ingen af dem udgør i sig selv alment accepterede religionsvidenskabelige teorier.
Religion opfattes af sine kritikere som irrationel overtro, og religiøse institutioner har ofte forsvaret sin magtposition ved at undertrykke rationelle og skeptiske tanker. Dette kan ske ved at udstede love, der forbyder blasfemi og ved at kræve at religiøse trosforestillinger bliver mødt med større respekt end andre verdensopfattelser.
Institutionaliseret religion indebærer typisk en form for autoritet, der kontrollerer tilhængernes handlinger og trosopfattelser, og disse autoriteter har en tendens til dogmetik. Dogmer opstår primært fordi de religiøse institutioner må fastholde opfattelsen af at den viden de besidder er oprindelig og tidløs, og at denne viden, der stammer fra den "tidløse" mytologiske tid er den mest troværdige. Religiøse institutioner er desuden hierarkisk opbygget, hvilket fremmer skabelsen af dogmer, og idéen om at tankefirhed er en trussel mod systemet.
De religiøse institutioner regulerer også gerne deres tilhængeres adfærd gennem påbud, der set udefra virker arbitrære, vilkårlige; det kan fx dreje sig hvad der er tilladt at spise, drikke eller bruge som påklædning. Det sammen gælder involveringen i ritualer, som fx faste, pilgrimsfærd osv. Disse restriktioner er blevet kritiseret for at være unødvendige og i værste fald undergravende for det enkelte menneskes frihed og selvværd.
Religiøse institutioner har derfor en tendens til at udvikle sig til autoritære systemer, der ofte får afgørende indflydelse på samfundets love, og behandlingen af minoritetsgrupper. Religiøs kontrol over samfundet har desuden en række skadevirkninger:
- Modvillighed mod den frie tanke og opretholdelsen af fortidens autoritet hæmmer innovation og standser samfundets udvikling.
- Det religiøse system gør krav på at det repræsenterer den absolutte sandhed, og anser derfor tilhængere af andre religioner som værende fjernere fra sandheden, og derved andenrangs mennesker. Denne anskuelse kan føre til forfølgelse.
- Religioner har en tendens til at fokusere på verdens ende, og negligerer derved problemer i den nutidige verden, som fx sygdom, forurening og social uretfærdighed.
- Religion kan bruges til at legitimere krige mod anderledes troende, herunder terrorisme.
- Religiøse institutioner vil undertrykke individer eller grupper, der bliver anset for at være en trussel mod dens autoritet. Dette inkluderer forfølgelse af personer med en anden livstil eller religion; herunder racisme, homofobi, kætterforfølgelse og etnisk udrenselse.
- For at opretholde sin autoritet bruger religiøse systemer ofte ideologisk indoktrinering.

## Eksterne link
- En historisk oversigt over udviklingen af den moderne vestlige religionskritik (engelsk)